# Phygadeuon similis
Phygadeuon similis är en stekelart som först beskrevs av Tohru Uchida 1930.  Phygadeuon similis ingår i släktet Phygadeuon och familjen brokparasitsteklar. Inga underarter finns listade i Catalogue of Life.